# (119904) 2002 EX6
(119904) 2002 EX6 là một tiểu hành tinh nằm ở rìa ngoài của vành đai chính. Nó được phát hiện bởi Robert H. McNaught ở Đài thiên văn Siding Spring ở Coonabarabran, New South Wales, Australia, ngày 6 tháng 3 năm 2002.